# Pedalieae
Pedalieae, jedan od 3 tribusa iz biljne porodice sezamovki. Sastoji se od 8 rodova, a ime je došlo po rodu Pedalium, dok je najpoznatiji predstavnik Harpagofitum ili vražja kandža. 

## Rodovi
1. Tribus Pedalieae Dumort.
  1. Uncarina (Baill.) Stapf (14 spp.)
  2. Dewinteria van Jaarsv. & A. E. van Wyk (1 sp.)
  3. Rogeria J. Gay (4 spp.)
  4. Holubia Oliv. (1 sp.)
  5. Harpagophytum DC. ex Meisn. (2 spp.); Harpagofitum
  6. Pterodiscus Hook. (16 spp.)
  7. Pedalium P. Royen ex L. (1 sp.)
  8. Pedaliodiscus Ihlenf. (1 sp.)